# Stoneana balli
Stoneana balli är en insektsart som beskrevs av Delong 1943. Stoneana balli ingår i släktet Stoneana och familjen dvärgstritar. Inga underarter finns listade i Catalogue of Life.